# 1,2-Дихлорбензол
1,2-Дихлорбензол (орто-дихлорбензол) — ароматическое органическое вещество, производное бензола. Бесцветная прозрачная жидкость.

## Получение
- Хлорирование хлорбензола или бензола в присутствии переносчиков хлора (хлорид алюминия или железа(III)) в роли катализаторов. 1,2-Дихлорбензол выделяют впоследствии из продуктов хлорирования:

{\displaystyle {\ce {C6H6 + 2Cl2 ->[][] C6H4Cl2 + 2HCl}}}
- Восстановление о-хлорнитробензола до о-хлоранилина с последующей заменой в нём аминогруппы на хлор по Зандмейеру[3].

## Физические свойства
Бесцветная прозрачная жидкость. Имеет характерный запах. Почти не растворим в воде, растворим в спиртах и эфирах.

## Химические свойства
- Хлорируется в присутствии катализаторов, к примеру, хлорида железа(III), до 1,2,4-трихлорбензола с примесью 1,2,3-трихлорбензола:

{\displaystyle {\ce {C6H4Cl2 + Cl2 ->[][] C6H3Cl3 + HCl}}}
- Спиртовыми растворами щелочей гидролизуется, образуя о-хлорфенол при повышенных температуре и давлении:

{\displaystyle {\ce {C6H4Cl2 + NaOH ->[][] C6H4Cl(OH) + NaCl}}}
- Нитрующей смесью при нагревании переводится в 3,4-дихлорнитробензол с примесью 2,3-дихлорнитробензола:

{\displaystyle {\ce {C6H4Cl2 + HNO_3 ->[][] C6H3Cl2NO2 + H2O}}}
- Превращается в 3,4-дихлорбензолсульфокислоту при действии концентрированной серной кислоты[3]:

{\displaystyle {\ce {C6H4Cl2 + H2SO4 ->[][] C6H3Cl2SO3H + H2O}}}

## Применение
Применяется в производстве 3,4-дихлорнитробензола, 1,2-фенилендиамина, пирокатехина и иных полупродуктов для пестицидов и красителей. Также используется в качестве растворителя, теплоносителя, флотореагента.